# Стражева Ольга Володимирівна
Ольга Володимирівна Стражева (нар. 12 листопада 1972, Запоріжжя) — українська радянська гімнастка, олімпійська чемпіонка.
Ольга Стражева тренувалася в спортивному товаристві «Труд» у Запоріжжі.
На Олімпійських іграх у Сеулі стала олімпійською чемпіонкою в командному заліку.